# 경원군 (함경북도)
경원군(慶源郡)은 함경북도 북단에 있는 군이다. 현재의 경원군은 1945년 해방 당시 경원군에서 유덕면·아산면(현 경흥군에 편입)을 제외하고, 온성군 훈융면과 종성군 용계면을 합친 지역이다.

## 지리
함경북도의 북동부에 위치하고 두만강에 접하고 있다. 군 인민위원회가 소재하는 경원읍은 군의 북쪽에 있다. 북쪽으로 온성군, 서남쪽으로 회령시, 동남쪽으로 경흥군과 인접하고 두만강의 대안은 중화인민공화국 지린성 훈춘 시로, 경원읍에 가까운 류다도에 다리가 가설되어 있다. 서부 지역은 산간 지대이며, 동쪽에는 상대적으로 평평한 지대가 있다. 가장 높은 산은 1,040m의 증산이다. 동쪽에 두만강이 흘러 중화인민공화국과의 접경을 이루고 두만강의 많은 지류들이 흐른다. 전체 군 면적의 약 75%가 삼림이다. 기후는 연교차가 큰 대륙성 기후의 특징을 보인다.
서울특별시에서 함경북도 경원군까지 직선거리는 약 647km로 이는 서울에서 중국의 칭다오(약 614km)나 연길(약 631km)보다도 더 먼 거리이고 일본의 후쿠오카시(약 538km)나 오이타시(약 635.5km)보다도 더 먼 거리에 해당한다. 부산광역시에서 함경북도 경원군까지의 직선거리는 약 861km인데 이는 부산에서 러시아의 포시예트(약 846km)보다도 더 먼 거리이고 중국의 옌타이(약 727km)나 상하이(약 828km)보다도 더 멀며 일본의 교토(약 610km)나 시즈오카시(약 850km)보다도 더 먼 거리에 해당한다. 제주특별자치도의 제주시에서 함경북도 경원군까지 직선거리는 약 1,088km로 이는 제주시에서 중국의 심양(약 962km)이나 톈진(약 1,043km)은 물론 푸저우(약 1,078km)보다도 약간 더 먼 거리에 해당하고 일본 오키나와의 나하(약 821km)는 물론 나고야(약 970km)나 가나자와(약 981km)보다도 더 멀며 대만의 타이베이(약 1,058km)보다도 더 멀다.
북한의 수도 평양직할시에서 함경북도 경원군까지 직선거리도 564.5km나 되는데 이는 평양에서 중국의 차오양(약 531km)이나 지린시(약 537km), 친황다오(약 539km)보다 더 먼 거리이며 전라남도 진도군까지 직선거리(약 506km)보다도 더 먼 거리에 해당한다. 같은 함경도인 함경남도 함흥시에서 함경북도 경원군까지 직선거리도 386km나 되는데 이는 함흥에서 경상북도 예천군까지 직선거리(약 376km)보다도 약간 더 먼 거리이다. 같은 함경북도에 속하는 김책시에서 경원군까지 직선거리도 257km나 될 정도로 온성군과 함께 한반도에서 지리적으로 가장 멀리 떨어진 곳 중 하나라고 볼 수 있다.

### 두만강의 하중도
- 류다섬(柳多島) : 두만강에 면한 섬의 서쪽을 제외하고는 중국 영토에 둘러싸여 있는 섬이다.
- 매기도(每基島) : 조선민주주의인민공화국과 중화인민공화국이 나누어 점유하고 있는 섬이다. 평시에는 양측의 경계가 도랑 수준에 불과해 사실상 하나의 섬과 같으나, 큰비가 내리면 섬이 둘로 확연히 쪼개진다. 이 때문에 경계비가 유실되기도 했다. 중국측 부분은 '왕가타자도(王家坨子島)'라고 한다.[2]

## 역사
| Daedongyeojido (Gyujanggak) 01-06.jpg | Daedongyeojido (Gyujanggak) 01-05.jpg |
| Daedongyeojido (Gyujanggak) 02-02.jpg | Daedongyeojido (Gyujanggak) 02-01.jpg |

고구려, 발해를 거쳐 여진족의 거주지였고 고려·조선과의 사이에 쟁탈이 전개되어 15세기 전반에 조선의 지배하에 들어갔다. 조선 세종 때 육진 중 하나가 설치되었던 곳이다.
- 고려 시대 : 공주(孔州)라고 불렸다.[3] 동국여지승람에 의하면 광주(匡州)라고도 하였다. 윤관이 여진족을 쫓아내고 공험진내방어소(公險鎭內防禦所)를 설치했었다.
- 1398년 : 1398년(태조 7년)에 옛터에 돌로 성을 쌓고 경원부를 설치하였다. 정도전이 왕업이 시작된 조선 건국의 성지라 하여 '경원'이라 하고 부로 승격한 것이다.[4] 또 경성부 이북을 분할하여 여기에 소속시켰다.
- 태종 대: 태종 9년(1408년)에 치소를 소다로(蘇多老)의 옛 영으로 옮겼다가 이듬해 여진의 침략을 받고 백성을 경성군으로 옮기고 땅을 비웠다. 태종 17년(1414년)에 경성의 두룡이현(豆龍耳峴) 이북 땅을 분할하여 다시 부가참(富家站)에 읍을 설치하고 경원도호부로 삼았는데, 동국여지승람에 의하면 옛적 부거회수역(富居懷綏驛)이 있던 곳이다.
- 1428년 : 세종이 다시 치소를 횟가(會叱家) 지역으로 옮기고 남쪽 백성들을 이주시켜 개척했다.
- 1895년 : 경성부 경원군이 되었다(23부제).
- 1896년 : 함경북도 경원군이 되었다.
- 1947년 11월 : 유덕면을 경흥군으로 이관하였다.
- 1952년 12월 : 아산면을 경흥군으로 이관하고, 온성군 훈융면을 편입해 재편성하였다. (1읍 21리)
- 1958년 6월 : 종성군에서 옛 용계면 지역을 편입하였다.
- 1977년 9월 : 경원군을 새별군으로 개칭하였다. 새별은 일제 강점기에 김일성이 고장 주민들에게 '새별'처럼 조국 광복의 서광을 비쳐주었다고 하여 붙여졌다.
- 1986년 12월 : 안농리(安農里, 해방 당시 경원군 안농면 금희동과 신개동)가 류다섬리로 개칭되었다.
- 2005년 3월 : 새별군의 이름이 경원군으로 환원되었다.

## 산업
농업과 목축업, 양잠업이 행해진다. 쌀, 옥수수, 콩 등을 주로 재배한다. 유연탄이 생산되어 광업도 성행한다.

## 교통
철도로는 함북선이 지난다. 중국의 훈춘과도 철도로 연결되어 있다.

## 하위 행정구역
- 경원읍 (慶源邑)
- 하면로동자구 (下面勞動者區)
- 고건원로동자구 (古乾原勞動者區)
- 룡북로동자구 (龍北勞動者區)
- 안원리 (安原里)
- 종산리 (鐘山里)
- 중영리 (中榮里)
- 훈융리 (訓戎里)
- 후석리 (後石里)
- 금동리 (金洞里)
- 농포리 (農圃里)
- 봉산리 (鳳山里)
- 량동리 (良洞里)
- 룡당리 (龍堂里)
- 룡계리 (龍溪里)
- 룡현리 (龍峴里)
- 룡문리 (龍門里)
- 룡남리 (龍南里)
- 룡신리 (龍新里)
- 류다섬리 (柳多島里)
- 사수리 (沙水里)
- 신건리 (新乾里)
- 성내리 (城內里)
- 동림리 (洞林里)
- 연산리 (硯山里)

## 같이 보기
- 조선민주주의인민공화국의 지리
- 조선민주주의인민공화국의 행정 구역